# 沙特努瓦 (卢瓦雷省)
沙特努瓦（法語：Châtenoy，法語發音：[ʃatnwa] ⓘ）是法国卢瓦雷省的一个市镇，位于该省中部，属于奥尔良区。

## 地理
沙特努瓦（47°55'5"N, 2°23'48"E）面积25.84 平方千米，位于法国中央-卢瓦尔河谷大区卢瓦雷省，该省份为法国中北部省份，北起埃松省，西北接厄尔-卢瓦省，西南接卢瓦-谢尔省，南至涅夫勒省和谢尔省，东临约讷省，东北接塞纳-马恩省。
与沙特努瓦接壤的市镇（或旧市镇、城区）包括：加蒂奈地区欧维利耶、于亚尔河畔博尚、布济拉福雷、加蒂奈地区沙伊、库德鲁瓦、圣马丹达巴、叙里欧布瓦、茹德里河畔维埃耶迈松。

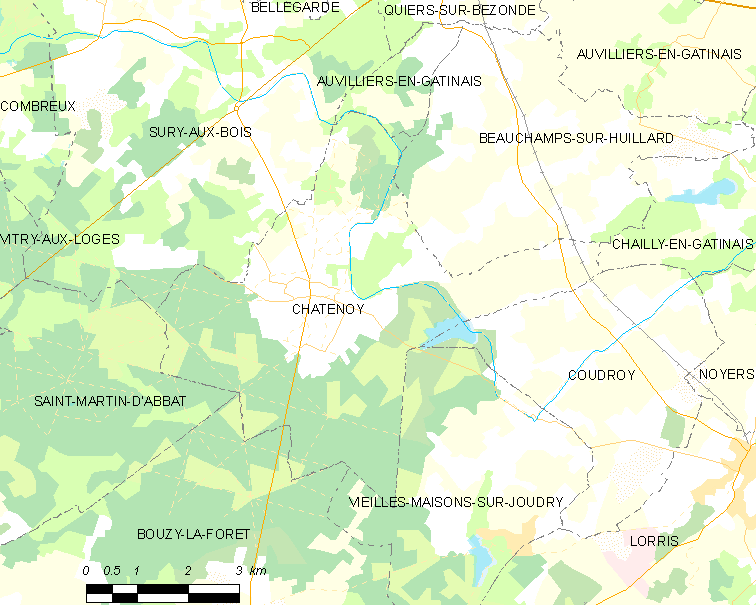
的OSM定位图

沙特努瓦的时区为UTC+01:00、UTC+02:00（夏令时）。

## 行政
沙特努瓦的邮政编码为45260，INSEE市镇编码为45084。

## 政治
沙特努瓦所属的省级选区为洛里斯县。

## 人口

1962-2008年间人口变化图示

沙特努瓦于2022年1月1日时的人口数量为424人。